# Брјанка
Брјанка (укр. Брянка) град је Украјини у Луганској области. Према процени из 2012. у граду је живело 47.974 становника.

## Становништво
Према процени, у граду је 2012. живело 47.974 становника.
| 1979.  | 1989.  | 2001.  | 2012.  |
| ------ | ------ | ------ | ------ |
| 62.768 | 64.816 | 54.767 | 47.974 |